# 灰崎抗
灰崎抗（はいさき こう、1972年 - ）は日本の小説家である。2001年、第1回ムー伝奇ノベル大賞優秀賞を受賞してデビュー。スプラッタ・ホラー・SFなどの多々に渡るジャンルを扱う。作家デビューした現在も会社員として働いている。
なお、インターネット上では狂気太郎（きょうき たろう）名義で1997年から自身のウェブサイトにて作品を発表している。

## 作風
初期から現在に至るまでスプラッターやスリラー、怪談の系統に属する作品を書き続けている。草創から暫くは、人間の心の奥底に潜む狂気や残虐性を最大限に引き出し全面に押し出した陰惨なホラーが主流となっていた。しかし作風はいわゆるスプラッターとは異なり、そうした残虐性に至るまでの過程を（外因的にも内因的にも）細密に描いている。またしばしば近未来的・幻想的意匠を用いるが、それらはSFにも幻想小説にも置換されず、あくまで『狂気』を描ききるところに特色があった。その後残虐な心理描写が表向き後退し、非日常空間における卓越した能力・道具を用いた壮絶な戦闘や凄惨な情景を描く作風に変化を遂げる。作品の長短や執筆時期に関わらず殺害を伴う理不尽で苛烈な暴力描写がなされることが多い反面、（ブラックな意味合いも含めて）ユーモラスな表現も多い。

## 作品

### 書籍
- 『想師―EXPLORER IN THE VISIONARY WORLD』学習研究社 2002年 ISBN 978-4054015746
第1回ムー伝奇ノベル大賞優秀賞受賞
- 『殺戮の地平―Survive,or Destroy』 ウルフ・ノベルス 学習研究社 2002年 ISBN 978-4054018754
インターネット上に掲載していた小説「希望への破滅」を改題して出版
- 『想師〈2〉悪魔の闇鍋―EXPLORER IN THE VISIONARY WORLD2』 ウルフ・ノベルス 学習研究社 2003年 ISBN 978-4054021365
- 『デビル・ボード』 彩図社 2014年 ISBN 978-4883929856
電子書籍版の再編　狂気太郎名義での出版
- 『美しい人』 キリック 2016年 オンデマンド (ペーパーバック)ASIN B01M0VAVQN
- 『実験地区13』 キリック 2016年 オンデマンド (ペーパーバック)ASIN B01M0V9VHP

### 電子書籍
- 『デビル・ボード』上・下 キリック 2009年 ASIN B009IKDR2Q ASIN B009IKDR80
- 『スイート・スーサイド・ナイト』（『ホラー短編傑作選　兇』収録） キリック 2009年 ASIN B009IKDS1Q
- 『想師』上・下 キリック 2010年 ASIN B009IKDVQ8 ASIN B009IKDVSG
- 『想師 II ～悪魔の闇鍋～』上・下 キリック 2010年 ASIN B009IKDXM0 ASIN B009IKDXQQ
- 『想師 III ～創世二人羽織～』 キリック 2010年 ASIN B009IKDZ6E
- 『血の天秤』 キリック 2011年 ASIN B009IKE6QC
インターネット上に掲載していた『悪狼魑』を含めた連作短編集
- 『マイホーム』（『ホラー短編傑作選　兇〈弐〉』収録） キリック 2012年 ASIN B009IKERQG
- 『ファウル』（『ホラー短編傑作選　兇〈惨〉』収録） キリック 2013年 ASIN B00BQVF5AC
- 『実験地区13』上・下 キリック 2013年 ASIN B00FMRTFC0 ASIN B00FMRTFHK
- 『美しい人』キリック 2016年

### オンライン
※公式サイトによる
- 『百物語』 参加作品 (1998年～2001年)
『チーン』『霧の村』『迷い』『壁の手』『音』『窓』『魔物』『顔』『死霊殺し』の全９作
- 『ボーダー』
- 『ずれ』
- 『悪魔の土地』
- 『内臓の海』
- 『ゲバッ!』
- 『セーカー』
- 『血塗られた老後』
- 『遭難』
- 『多重世界』
- 『殺人鬼の宴』
- 『殺戮の地平』 
（※原題『希望への破滅』　学習研究社との契約解除により2010年12月20日に再掲載）
- 『螺旋世界』
- 『自殺の時代』
- 『倦怠感』
- 『不安』
- 『殺人鬼探偵』
- 『青少年倫理道徳復興委員会』
- 『軋む部屋』
- 『黒い血脈』
- 『殺人鬼探偵 II』
- 『目的のない凶器』（カイストシリーズ）
- 『オンライン残虐小説家』
- 『地獄王』
- 『殺人鬼探偵 III～哲学入門～』
- 『自動霊』
- 『コールドドライブ』
- 『悪狼魑（おろち）』 
（※電子書籍化に伴い掲載終了）
- 『陰を往く人』
- 『モラル』
- 『殺人鬼探偵 IV』
- 『陰を往く人 II』
- 『殺人鬼探偵 Ｖ～ちょっと世界滅ぼします～』
- 『指喰いと腐れ風神』
- 『青髭未満』
- 『お父さん』
- 『キューピッド』
- 『原点』（カイストシリーズ）
- 『唯一絶対超絶究極大殺戮神』
- 『ブラディ・ハイウェイ～愛の条件反射～』
- 『ニートテロ』
- 『破滅の夜』
（ショート・ショート集。全100話で完結。話数単位は「夜」）
- 『絶望の歌』
（ショート・ショート集。全100話で完結。話数単位は「歌」）
- 『闇の階段』
（ショート・ショート集。現在 26話まで公開中。話数単位は「段」）
- 『陰を往く人III～怪物のアイデンティティー～』
- 『骸骨騎士』
- 『死にたがる肉体』
- 『挑む者』（カイストシリーズ）
- 『百億年戦争』（カイストシリーズ）
- 『陰を往く人IV～流星雨～』
- 『借時百万年』（カイストシリーズ）
- 『急所を一突き』（カイストシリーズ）
- 『敗因』（カイストシリーズ）
- 『遺跡の見える町で』（カイストシリーズ）
- 『混沌へ』（カイストシリーズ）
- 『その席　その一言』（カイストシリーズ）
- 『重い枷』（カイストシリーズ）
- 『同じ名の宿敵』（カイストシリーズ）
- 『カオス』
- 『皆殺し探偵社』（カイストシリーズ）
- 『魔術師』（カイストシリーズ）※カクヨムで連載中。